# Коммунистическая партия Уругвая
Коммунистическая партия Уругвая (исп. Partido Comunista del Uruguay) — уругвайская левая политическая партия. Партия входит в Широкий фронт. Лидер партии — Эдуардо Лорье — сенатор уругвайского парламента.

## История
Левые рабочие группы стали складываться в Уругвае в последней четверти XIX века. В 1880-е гг. в Монтевидео сложились социалистические группы, разделявшие марксистскую идеологию. В 1910 г. была основана Социалистическая партия Уругвая, проводившая активную агитационную работу среди профсоюзных и рабочих организаций.
Октябрьская революция 1917 г. была встречена с воодушевлением рабочими силами страны. Профсоюзные федерации обратились с приветственными письмами к Москве. Однако большевистская идеология и практика воспринимались по-разному среди членов Социалистической партии — в частности, скептически к ним относился первый генсек СПУ Эмилио Фругони, ранее призывавший к участию Уругвая в Первой мировой войне на стороне Антанты.
В 1918 г. в Буэнос-Айресе произошел раскол Социалистической партии Аргентины, от которой отделилась радикальная группа (Интернациональная Социалистическая партия Аргентины — ИСПА) во главе с Хосе Пенелоном и Луисом Эмилио Рекабарреном, принявшая большевистские идеи и с 1919 г. установившая контакты с созданными В. И. Лениным III Коммунистическим Интернационалом. С того же времени Х. Пенелон и созданная им партия оказывали существенное воздействие на социалистов Уругвая, призывая их присоединиться к Коминтерну.
В сентябре 1920 г. к период подготовки VII съезда Социалистической партии Уругвая в Монтевидео прибыли представители ИСПА, в том числе Хосе Пенелон, которому было предложено возглавить работу съезда. 18-20 сентября 1920 г. аргентинские коммунисты проводили активные встречи с профсоюзными лидерами и членами СПУ, поддерживавшими Октябрьскую революцию и идеи марксизма-ленинизма. Благодаря активному идеологическому и организационному воздействию аргентинской делегации, итоги сентябрьского съезда были во многом предопределены.
Коммунистическая партия Уругвая была основана 21 сентября 1920 года подавляющим большинством Социалистической партии Уругвая, поддержавшим Октябрьскую революцию. 16 апреля 1921 года открылся внеочередной VIII съезд Социалистической партии Уругвая, который обсудил и принял (1007 голосами против 110) 21 условие, необходимое для вступления в Коминтерн. Выполняя условия, съезд принял решение о переименовании партии в Коммунистическую партию Уругвая.
События сентября 1920 г. и апреля 1921 г. раскололи социалистическое движение в стране. Большинство, поддержавшее Октябрьскую революцию, сформировало Компартию, руководство которой весной 1921 г. обратилось в Москву с просьбой о принятии ее в Коминтерн. Меньшинство, осуждавшее большевизм, сформировало новую Социалистическую партию Уругвая, лидером которой стал известный уругвайский политик и публицист Эмилио Фругони.
В КПУ была сформирована структура управления. Высшей должностью в партии была должность Генерального секретаря Центрального комитета партии. Несмотря на то, что лидером партии в 1920-1930-е гг. считается Эухенио Гомес, он был скорее фактическим руководителем партии, но не формальным. Формально пост генерального секретаря в разные годы занимали М. Каталина, Ф. Рамирес, Л. Сала, Ф. Родригес Сарралье и др. Представление о Гомесе как идеологе и лидере партии основывается на его собственных мемуарах, в то время как анализ документов Коминтерна говорит об обратном: официальные партийные документы (письма в московские структуры Коминтерна, в Южноамериканский секретариат и т. п.) подписывались и готовились иными людьми.
С 1921 г. КПУ активно устанавливала организационные связи с Москвой. Представители компартии (Франсиско Пинтос) принимали участие в IV всемирном конгрессе Коминтерна (1922 г.), подготовке Профсоюзного конгресса в Монтевидео (1929 г.), подготовке и проведении Первой, Второй и Третьей конференций компартий Латинской Америки (1929—1934 гг.).
В 1920-е гг. в партии наметились противоречивые тенденции политического развития. С одной стороны, КПУ как национальная секция Коминтерна, была вынуждена включать в свою политическую практику и агитацию установки Москвы, которые зачастую не отражали реального политического и социально-экономического положения страны. Установки Коминтерна во многом проистекали из установок и деятельности ВКП(б), которые не имели отношения к латиноамериканским реалиям. Так в к. 1920-х гг. компартии Латинской Америки, в том числе КПУ, были вынуждены реализовывать предписания Москвы по изобличению троцкистов, оппортунистов и правой оппозиции, что было актуально для ВКП(б), но неактуально для латиноамериканского региона. С другой стороны, партия не могла включить в свою повестку по-настоящему важные вопросы, так как они не соответствовали повестке Коминтерна. В частности, несмотря на то, что Уругвай оставался аграрной страной с крайне высокой долей сельского населения, деятельность КПУ разворачивалась, согласно предписаниям Москвы, в городах и заключалась в агитации среди рабочих, доля которых была достаточно низкой. Де-факто КПУ была городской партией в аграрной стране, что делало ее деятельность крайне неэффективной. В-третьих, большинство профсоюзных рабочих организаций находилось под влиянием анархистских групп и федераций, что не позволяли компартии вести эффективную пропаганду.
В 1920-1930-е гг. численность партии составляла от 500 до 1000 человек. С приходом к власти в Уругвае в 1931 г. Габриэля Терры началось преследование левых сил и организаций, а численность КПУ упала до 300 человек. В 1933—1938 гг. были разгромлены многие партийные ячейки, лидеры комдвижения оказались в тюрьмах или были вынуждены бежать в Аргентину, где, впрочем, так же оказывалось серьезное политическое давление на коммунистическое организации в годы президентства Хосе Урибуру.
Коминтерн по-разному регулировал деятельность партии. Чаще всего, влияние было опосредованное и реализовывалось через региональный организационный центр — Южноамериканский секретариат Коминтерна (г. Буэнос-Айрес), а в 1930-е гг. через Южноамериканское бюро Коминтерна. Впрочем, в 1928—1929 г. эмиссар Коминтерна Б. Д. Михайлов («Вильямс», «Раймонд») лично участвовал в решении «дела Мибелли», в рамках которого партия обвиняла своего депутата и одного из лидеров Селестино Мибелли в правых взглядах, оппортунизме и деятельности, отличной от идей и идеологии партии.
КПУ приняла тактику Народного фронта, провозглашенную на VII всемирном конгрессе Коминтерна в 1935 г. В 1935—1941 гг. партия активно участвовала в антивоенном, антифашистском движении, организовывала кампанию помощи Испании. Более 20 уругвайских добровольцев участвовали в составе Интербригад в Гражданской войне в Испании. С 1941 г. партия организовывала кампанию в поддержку СССР, в рамках которой в 1943 г. были восстановлены дипломатические отношения Москвы и Монтевидео, разорванные Г. Террой.
1945—1955 гг. стали эпохой постепенной потери Гомесом контроля за деятельностью партии. Роспуск Коминтерна в 1943 г. ударил по партийной организации, идеологии, предоставив партии возможность самостоятельно определять идеологию и тактику. На очередном съезде КПУ в 1955 г. Гомес был обвинен в узурпации власти в партии и снят с поста генерального секретаря, который занял Родней Арисменди, молодой и амбициозный профсоюзный лидер, пришедший в партию в 1930-е гг.

Флаг Революционной Компартии Уругвая

15-17 августа 1958 проходил XVII съезд КПУ, который принял программную декларацию, сосредоточил усилия по разработке теории революции в Уругвае и исследованию социальной классовой борьбы в стране в середине века.
В 1962 году по инициативе КПУ был создан ФИДЕЛЬ (Левый фронт освобождения), куда вошли также несколько батльистских групп (Движение 26 октября, «Авансар»). В 1965 году на так называемом «Народном конгрессе» собрались представители более 300 уругвайских общественных организаций. В 1966 году при активном участии членов КПУ был создан Национальный конвент трудящихся (CNT), объединивший до 95 % рабочих и служащих страны. В 1971 году КПУ объединилась с десятком других левых партий и организаций в Широкий фронт под руководством генерала Либера Сереньи.
После переворота 1973 года партия была запрещена, а её лидер Родней Арисменди вскоре арестован. В 1973—1985 гг. компартия в составе Широкого фронта принимала активное и деятельное участие в борьбе с военными режимами, что сделало ее одной из ведущих левых сил страны. В конце 1980-х — нач. 1990-х гг. партия пережила глубокий кризис идеологии, кадров, что привело ее к переосмыслению партийных установок, политической тактики и стратегии. Её ряды покинули многие члены, включая партийного лидера Хайме Переса. Примечательно, что как раз в этом созыве парламента (1990—1995) у Компартии Уругвая было больше всего депутатов за её историю — 11 (из 99) в нижней палате и 4 (из 30) в сенате.
В 1992—2006 гг. партию возглавляла дочь Р. Арисменди — Марина Арисменди, входившая в состав правительств Широкого фронта в годы президентств Табаре Васкеса и Хосе Мухики.

## Лидеры
- Эухенио Гомес (1920—1955)
- Родней Арисменди (1955—1988)
- Хайме Перес (1988—1992)
- Марина Арисменди (1992—2006)
- Эдуардо Лорье (c 2006)

## Известные члены
- Энрике Аморим — писатель и поэт
- Хосе Луис Массера — математик, политзаключённый
- Владимир Рослик — жертва пыток
- Ана Оливера[исп.] — мэр Монтевидео в 2010-2015 годах.